# Теоним

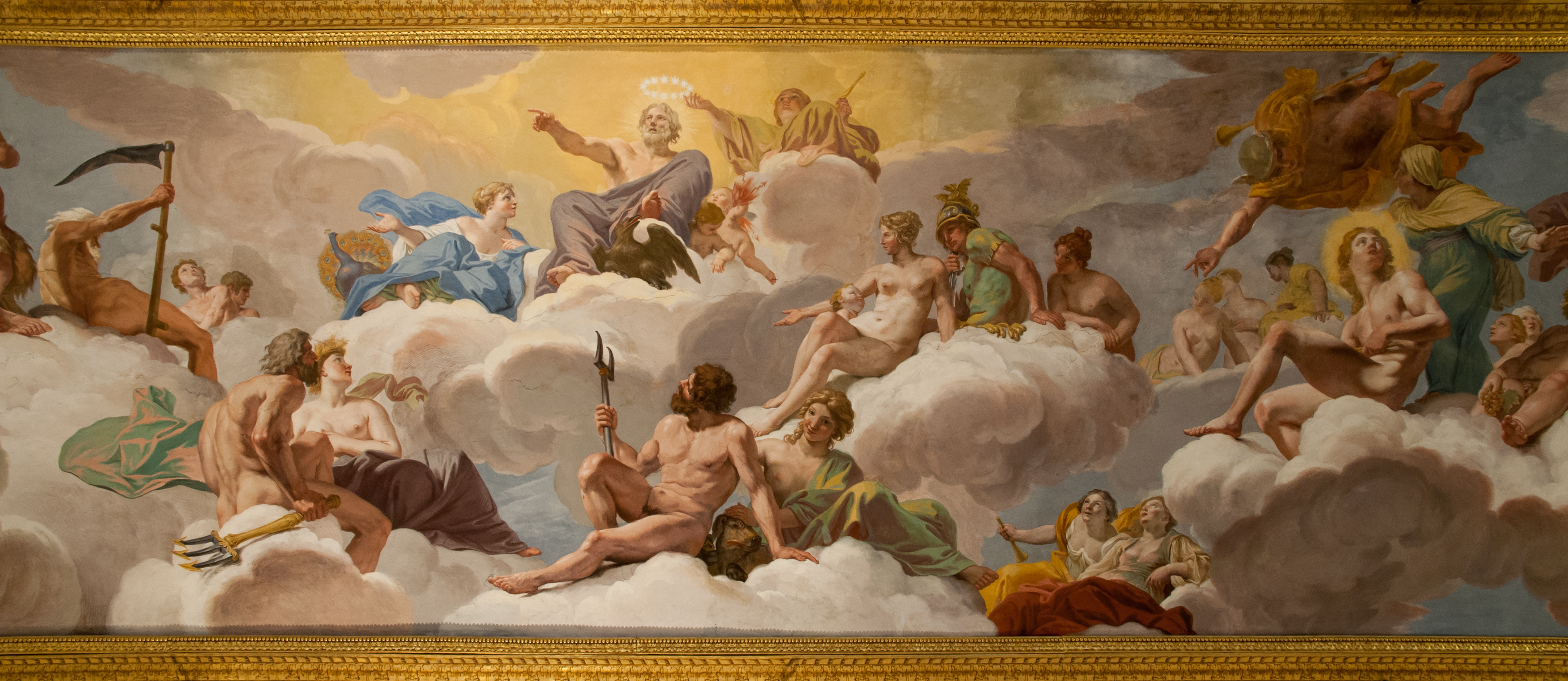
Джованни Ланфранко. Совет олимпийских богов. Ок. 1624—1625

Теоним (от др.-греч. θεός — «Бог» + ὄνυμα — «имя; название») — вид мифонима, означающий имя собственное божества. Теонимика, как один из разделов ономастики, занимается изучением возникновения, развития и существования теонимов.

## Характеристика
Теонимы играют в мифологической и религиозной картине мира очень важную роль. По мнению исследователей, они возникли в истории человечества при появлении языка и этот процесс можно отнести уже к такому представителю рода людей, как неандерталец. По предположению учёных, у них уже мог иметься «язык из согласных с малым количеством гласных, что встречается и в человеческих языках». В связи с тем, что у неандертальцев могла существовать примитивная звуковая речь и культовые практики, видимо, к их времени следует отнести и появление теонимов. Филологи Алексей Скляренко и Ольга Скляренко по этому поводу писали: «…можно предположить, что истоки наименований объектов религиозного культа восходят ещё к неандертальской эпохе. Как бы ни был примитивен язык неандертальцев, но если он существовал, как утверждают учёные, и бытовали определённые религиозные верования, то, видимо, в этом языке был какой‑то лексический сектор, связанный с культовым почитанием. Иными словами, с той поры как существует человеческий язык (эпоха неандертальцев) в нём присутствует какая‑то совокупность сакральных лингвистических единиц, в том числе и проприальных».

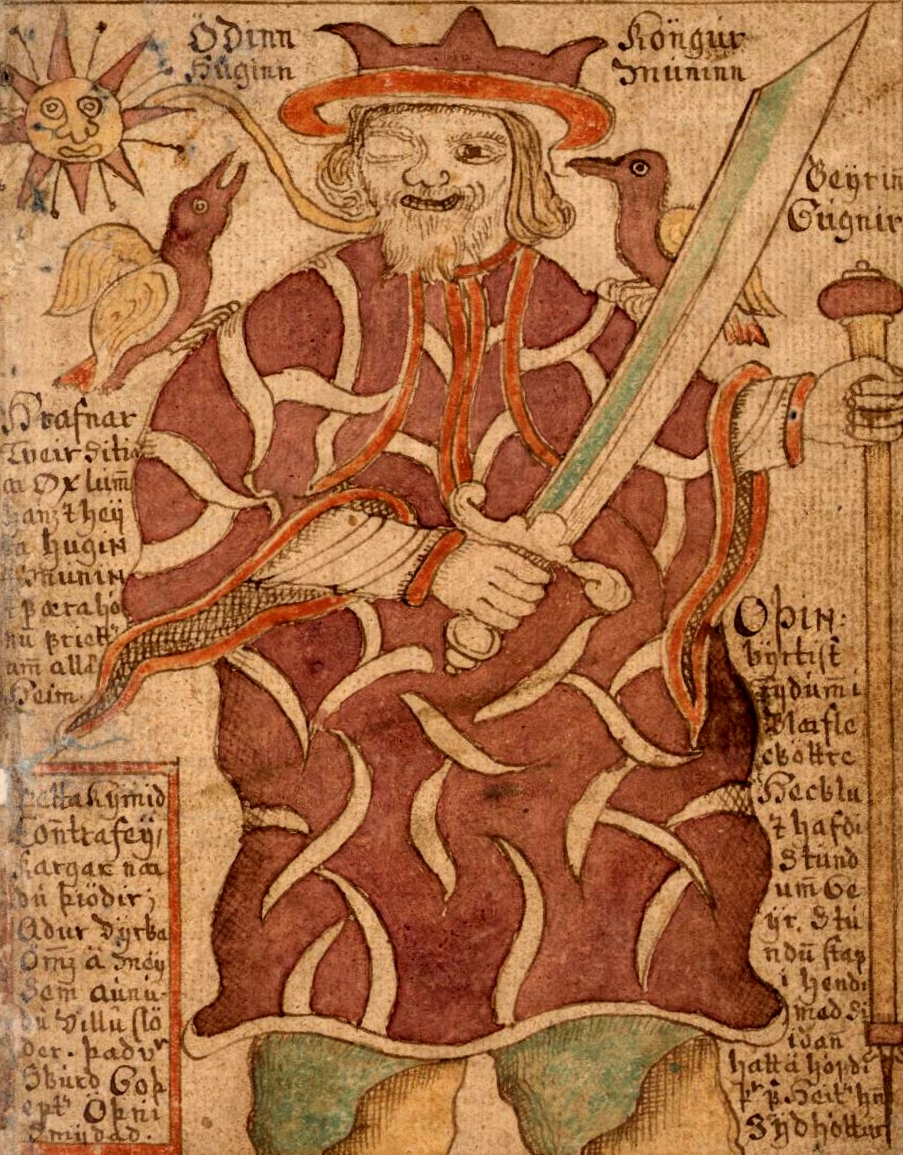
Один с во́ронами Хугином и Мунином

Немецкий филолог Герман Узенер посвятил теонимии специальную работу «Имена богов» (Götternamen), где подчёркивал большое значение, которое имеет процесс возникновения и функционирования собственных имён богов. По его мнению, это происходит не в случайном, производном порядке: «Звуковой комплекс — это не наугад выбранная монета, служащая знаком определённой ценности. Духовное возбуждение, вызванное столкновением с объектами внешнего мира, является одновременно как средством, так и поводом номинации». Французский мифолог и компаративист Жорж Дюмезиль призывал не относиться к этимологии имени божества буквально, как к истине, в полной мере отражающей его содержание и значение, а рассматривать его поведение в действии. Так, он указывал, что германо-скандинавский бог Один имеет обширные функции и развитую мифологическую традицию, но в его теониме отражён только один аспект — ярость, неистовство (*óðr). Вместе с тем, Дюмезиль в своих трудах неоднократно приводил гипотезы о происхождении имён богов, хотя и настаивал, что «Даже очевидная этимология теонима редко представляет собой удобную точку отсчёта. Любой сколько‑нибудь значительный бог ускользает от рабской привязанности к своему имени». Русский философ Алексей Лосев в этом отношении подчёркивал, что этимология именования божества представляет собой крайне спорный источник для выяснения содержания мифа. Однако другие исследователи менее категоричны в этом вопросе и отмечают, что этимология мифонимов играет важную роль в понимании и толковании богов. Так, немецкий философ Фридрих Шеллинг указывал, что происхождение теонимов представляет собой важный объект изучения, так как адекватное толкование способно наиболее определённым образом указать на первоначальное значение того или иного божества.